# Само за твоје очи (албум)
Само за твоје очи, познатији још и као СЗТО, је седми студијски албум српске певачице, Јелене Карлеуше. Албум се појавио у продаји 20. децембра 2002. у издању БК саунда. То је био први а уједно и последњи албум ЈК издат за ову издавачку кућу. СЗТО садржи десет песама које је написала Марина Туцаковић по музици грчког композитора Фивоса.

## Списак песама
На албуму се налазе следеће песме:
| Бр. | Назив                                | Текст            | Музика                        | Аранжман                      | Трајање |
| --- | ------------------------------------ | ---------------- | ----------------------------- | ----------------------------- | ------- |
| 1.  | Манијак                              | Марина Туцаковић | Evangelos Tassopoulos Phoebus | Evangelos Tassopoulos Phoebus | 03:46   |
| 2.  | Само за твоје очи                    | Марина Туцаковић | Evangelos Tassopoulos Phoebus | Evangelos Tassopoulos Phoebus | 04:10   |
| 3.  | Пази се                              | Марина Туцаковић | Evangelos Tassopoulos Phoebus | Evangelos Tassopoulos Phoebus | 03:17   |
| 4.  | Мој драги                            | Марина Туцаковић | Evangelos Tassopoulos Phoebus | Evangelos Tassopoulos Phoebus | 04:13   |
| 5.  | Не, не, не                           | Марина Туцаковић | Evangelos Tassopoulos Phoebus | Evangelos Tassopoulos Phoebus | 04:13   |
| 6.  | Радознала                            | Марина Туцаковић | Evangelos Tassopoulos Phoebus | Evangelos Tassopoulos Phoebus | 03:59   |
| 7.  | Још те волим                         | Марина Туцаковић | Evangelos Tassopoulos Phoebus | Evangelos Tassopoulos Phoebus | 04:54   |
| 8.  | Зар не                               | Марина Туцаковић | Evangelos Tassopoulos Phoebus | Evangelos Tassopoulos Phoebus | 03:30   |
| 9.  | Love                                 | Vivi Vlachos     | Evangelos Tassopoulos Phoebus | Evangelos Tassopoulos Phoebus | 03:36   |
| 10. | Манијак (remix version by Valentino) | Марина Туцаковић | Evangelos Tassopoulos Phoebus | Valentino Kanzyani            | 05:13   |

## Информације о албуму
- Гитаре: Antonis Gounaris
- Саз: Hakan Singolou
- Клавир: Phoebus
- Пратећи вокали: Александар Митровић, Љиљана Ранчић, Марија Михајловић, Dimos Beke
- Студио: Phase One Recording Studios
- Едитовање: Vangelis Siapatis
- Звучни инжењер: Vangelis Siapatis, Manolis Vlachos
- Микс: Manolis Vlachos
- Продуцент: Phoebus
- Ексклузивни продуцент: Heaven Music

## Обраде
- 2. Само за твоје очи (оригинал: Despina Vandi - Gia - 2001)
- 3. Пази се (оригинал: Despina Vandi - A Pa Pa - 1999)
- 7. Још те волим (оригинал: Despina Vandi - Ipofero - 2000)
- 8. Зар не (оригинал: Despina Vandi - To Allo Miso - 1997)